# Função quadrática
Na álgebra, uma função quadrática,  é uma função polinomial associada a um polinômio do segundo grau, então ela possui a mesma forma.

Um polinômio quadrático com duas raízes reais (cruzamentos do eixo x) e, portanto, sem raízes complexas. Alguns outros polinômios quadráticos têm seu mínimo acima do eixo x, caso em que não há raízes reais e duas raízes complexas.

Por exemplo, uma função quadrática univariada (variável única) tem a forma
{\displaystyle f(x)=ax^{2}+bx+c,\quad a\neq 0}
na única variável x . O gráfico de uma função quadrática univariada é uma parábola cujo eixo de simetria é paralelo ao eixo y, como mostrado à direita.
Se a função quadrática for definida como zero, o resultado será uma equação quadrática . As soluções para a equação univariada são chamadas de raízes da função univariada.
O caso bivariável em termos de variáveis x e y tem o formulário
{\displaystyle f(x,y)=ax^{2}+by^{2}+cxy+dx+ey+f\,\!}
com pelo menos um de a, b, c diferente de zero, e uma equação definindo esta função igual a zero dá origem a uma seção cônica (um círculo ou outra elipse, uma parábola ou uma hipérbole ).
Uma função quadrática em três variáveis x, y e z contém exclusivamente os termos x 2, y 2, z 2, xy, xz, yz, x, y, z e uma constante:
{\displaystyle f(x,y,z)=ax^{2}+by^{2}+cz^{2}+dxy+exz+fyz+gx+hy+iz+j,}
com pelo menos um dos coeficientes a, b, c, d, e ou f dos termos de segundo grau sendo diferente de zero.
Em geral, pode haver um número arbitrariamente grande de variáveis, caso em que a superfície resultante de definir uma função quadrática como zero é chamada de quádrica, mas o termo de grau mais alto deve ser de grau 2, como x 2, xy, yz, etc.
A forma canônica, outra maneira de expressar a função quadrática {\displaystyle f(x)=ax^{2}+bx+c,\quad a\neq 0}, é:
{\displaystyle f(x)=a{\biggl (}x+{\frac {b}{2a}}{\Biggr )}^{2}-{\frac {\Delta }{4a}},\quad a\neq 0.}

## Etimologia
O adjetivo quadrático vem da palavra latina quadrātum (" quadrado "). Um termo como x2 é chamado de quadrado em álgebra porque é a área de um quadrado com o lado x .

## Terminologia
Nomenclatura Correta
Nunca deve-se chamar uma função quadrática de "função do segundo grau". Pois tal nome da origem a seguinte pergunta: "O que é o grau de uma função?", Nada! pois uma função não possui grau, o que possui grau é um polinômio.

### Coeficientes
Os coeficientes de um polinômio são frequentemente considerados números reais ou complexos, mas, na verdade, um polinômio pode ser definido em qualquer anel .

### Grau
Ao usar o termo "polinômio quadrático", os autores às vezes querem dizer "tendo grau exatamente 2", e às vezes "tendo grau no máximo 2". Se o grau for menor que 2, isso pode ser chamado de " caso degenerado ". Normalmente, o contexto estabelecerá qual dos dois se refere.
Às vezes, a palavra "ordem" é usada com o significado de "grau", por exemplo, um polinômio de segunda ordem.

### Variáveis
Um polinômio quadrático pode envolver uma única variável x (o caso univariado) ou múltiplas variáveis, como x, y e z (o caso multivariado).

#### O caso de uma variável
Qualquer polinômio quadrático de variável única pode ser escrito como
{\displaystyle ax^{2}+bx+c,\,\!}
onde x é a variável e a, b e c representam os coeficientes . Na álgebra elementar, esses polinômios costumam surgir na forma de uma equação quadrática {\displaystyle ax^{2}+bx+c=0} . As soluções para essa equação são chamadas de raízes do polinômio quadrático e podem ser encontradas por meio da fatoração, do preenchimento do quadrado, da representação gráfica, do método de Newton ou do uso da fórmula quadrática . Cada polinômio quadrático tem uma função quadrática associada, cujo gráfico é uma parábola .

#### Caso bivariado
Qualquer polinômio quadrático com duas variáveis pode ser escrito como
{\displaystyle f(x,y)=ax^{2}+by^{2}+cxy+dx+ey+f,\,\!}
onde x e y são as variáveis e a, b, c, d, e e f são os coeficientes. Tais polinômios são fundamentais para o estudo de seções cônicas, que se caracterizam por igualar a expressão de f ( x, y ) a zero. Da mesma forma, polinômios quadráticos com três ou mais variáveis correspondem a superfícies quádricas e hipersuperfícies . Na álgebra linear, polinômios quadráticos podem ser generalizados para a noção de uma forma quadrática em um espaço vetorial .

## Formas de uma função quadrática univariada
Uma função quadrática univariada pode ser expressa em três formatos: 
- {\displaystyle f(x)=ax^{2}+bx+c\,\!} é chamado de formulário padrão ,
- {\displaystyle f(x)=a(x-r_{1})(x-r_{2})\,\!} é chamada de forma fatorada, onde r1 e r2 são as raízes da função quadrática e as soluções da equação quadrática correspondente.
- {\displaystyle f(x)=a(x-h)^{2}+k\,\!} chama-se a forma de vértice, em que h e k são as coordenadas x e y do vértice, respectivamente.

O coeficiente a é o mesmo valor em todas as três formas. Para converter a forma padrão para a forma fatorada, é necessária apenas a fórmula quadrática para determinar as duas raízes r1 e r2 . Para converter a forma padrão em forma de vértice, é necessário um processo chamado preenchimento do quadrado . Para converter a forma fatorada (ou forma de vértice) para a forma padrão, é necessário multiplicar, expandir e / ou distribuir os fatores.

Independentemente do formato, o gráfico de uma função quadrática univariada {\displaystyle f(x)=ax^{2}+bx+c} é uma parábola (conforme mostrado à direita). Equivalentemente, este é o gráfico da equação quadrática bivariada {\displaystyle y=ax^{2}+bx+c} .
- Se a > 0, a parábola abre para cima.
- Se a < 0 a parábola se abre para baixo.

O coeficiente a controla o grau de curvatura do gráfico; uma magnitude maior de a dá ao gráfico uma aparência mais fechada (curva acentuada).
Os coeficientes b e a juntos controlam a localização do eixo de simetria da parábola (também a coordenada x do vértice e o parâmetro h na forma do vértice) que está em
{\displaystyle x=-{\frac {b}{2a}}.}
Além disso, o coeficiente b está associado ao termo de grau 1 na função. Se observarmos, há uma função de 1º grau contida na função quadrática, equivalente a {\displaystyle y^{1}=bx+c}. O coeficiente b corresponde ao coeficiente angular dessa função {\displaystyle f(x^{1})=y^{1}}, a qual é sempre tangente de  {\displaystyle y=ax^{2}+bx+c}  na altura c de {\displaystyle f(x^{2})}, isto é, no ponto (0,c). Nesse sentido:
- Se b > 0, a parábola corta o eixo y positivamente.
- Se b < 0, a parábola corta o eixo y negativamente.

O coeficiente c controla a altura da parábola; mais especificamente, é a altura da parábola onde intercepta o eixo y .

### Vértice
O vértice de uma parábola é o lugar onde ela gira; portanto, também é chamado de ponto de inflexão . Se a função quadrática está na forma de vértice, o vértice é (h, k) . Usando o método de completar o quadrado, pode-se virar o formulário padrão
{\displaystyle f(x)=ax^{2}+bx+c\,\!}
para dentro
{\displaystyle {\begin{aligned}f(x)&=ax^{2}+bx+c\\&=a(x-h)^{2}+k\\&=a\left(x-{\frac {-b}{2a}}\right)^{2}+\left(c-{\frac {b^{2}}{4a}}\right),\\\end{aligned}}}
então o vértice, (h, k), da parábola na forma padrão é
{\displaystyle \left(-{\frac {b}{2a}},c-{\frac {b^{2}}{4a}}\right).}
Se a função quadrática estiver na forma fatorada então
{\displaystyle f(x)=a(x-r_{1})(x-r_{2})\,\!}
a média das duas raízes, ou seja:
{\displaystyle {\frac {r_{1}+r_{2}}{2}}\,\!}
é a coordenada x do vértice e, portanto, o vértice (h, k) é
{\displaystyle \left({\frac {r_{1}+r_{2}}{2}},f\left({\frac {r_{1}+r_{2}}{2}}\right)\right).\!}
O vértice também é o ponto máximo se a < 0, ou o ponto mínimo se a > 0 .
A linha vertical:
{\displaystyle x=h=-{\frac {b}{2a}}}
que passa pelo vértice é também o eixo de simetria da parábola.

#### Pontos de máximos e mínimos
Usando o cálculo, o ponto do vértice, sendo um máximo ou mínimo da função, pode ser obtido encontrando as raízes da derivada :
{\displaystyle f(x)=ax^{2}+bx+c\quad \Rightarrow \quad f'(x)=2ax+b\,\!.}
x é uma raíz de  f '(x) if f '(x) = 0
resultando em:
{\displaystyle x=-{\frac {b}{2a}}}
com o valor da função correspondente temos:
{\displaystyle f(x)=a\left(-{\frac {b}{2a}}\right)^{2}+b\left(-{\frac {b}{2a}}\right)+c=c-{\frac {b^{2}}{4a}}\,\!,}
então, novamente, as coordenadas do ponto do vértice, (h, k), podem ser expressas como
{\displaystyle \left(-{\frac {b}{2a}},c-{\frac {b^{2}}{4a}}\right).}

## Raízes da função univariada
Predefinição:Quadratic equation graph key points.svgPredefinição:Quadratic function graph complex roots.svg

### Raízes exatas
As raízes (ou zeros ), r1 e r2, da função quadrática univariada
{\displaystyle {\begin{aligned}f(x)&=ax^{2}+bx+c\\&=a(x-r_{1})(x-r_{2}),\\\end{aligned}}}
são os valores de x para os quais f(x) = 0 .
Quando os coeficientes a, b e c são reais ou complexos, as raízes são
{\displaystyle r_{1}={\frac {-b-{\sqrt {b^{2}-4ac}}}{2a}},}
{\displaystyle r_{2}={\frac {-b+{\sqrt {b^{2}-4ac}}}{2a}}.}

### Limite superior na magnitude das raízes
O módulo das raízes de um quadrático {\displaystyle ax^{2}+bx+c\,} não pode ser maior que {\displaystyle {\frac {\max(|a|,|b|,|c|)}{|a|}}\times \phi ,\,} Onde {\displaystyle \phi } é a proporção áurea {\displaystyle {\frac {1+{\sqrt {5}}}{2}}.}  [ importância? ]

## A raiz quadrada de uma função quadrática univariada
A raiz quadrada de uma função quadrática univariada dá origem a uma das quatro seções cônicas, quase sempre uma elipse ou uma hipérbole .
E se {\displaystyle a>0\,\!} então a equação {\displaystyle y=\pm {\sqrt {ax^{2}+bx+c}}} descreve uma hipérbole, como pode ser visto ao quadrado de ambos os lados. As direções dos eixos da hipérbole são determinadas pela ordenada do ponto mínimo da parábola correspondente {\displaystyle y_{p}=ax^{2}+bx+c\,\!} . Se a ordenada for negativa, o eixo principal da hipérbole (por meio de seus vértices) é horizontal, enquanto se a ordenada for positiva, o eixo principal da hipérbole é vertical.
E se {\displaystyle a<0\,\!} então a equação {\displaystyle y=\pm {\sqrt {ax^{2}+bx+c}}} descreve um círculo ou outra elipse ou nada. Se a ordenada do ponto máximo da parábola correspondente {\displaystyle y_{p}=ax^{2}+bx+c\,\!} é positivo, então sua raiz quadrada descreve uma elipse, mas se a ordenada é negativa, então ela descreve um locus vazio de pontos.

## Iteração
Para iterar uma função {\displaystyle f(x)=ax^{2}+bx+c}, aplica-se a função repetidamente, usando a saída de uma iteração como entrada para a próxima.
Nem sempre se pode deduzir a forma analítica de {\displaystyle f^{(n)}(x)}, O que significa que a enésima iteração {\displaystyle f(x)} . (O sobrescrito pode ser estendido para números negativos, referindo-se à iteração do inverso de {\displaystyle f(x)} se o inverso existe. ) Mas existem alguns casos analiticamente tratáveis .
Por exemplo, para a equação iterativa
{\displaystyle f(x)=a(x-c)^{2}+c}
uma tem:
{\displaystyle f(x)=a(x-c)^{2}+c=h^{(-1)}(g(h(x))),\,\!}
Onde
{\displaystyle g(x)=ax^{2}\,\!} e {\displaystyle h(x)=x-c.\,\!}
Então, por indução,
{\displaystyle f^{(n)}(x)=h^{(-1)}(g^{(n)}(h(x)))\,\!}
pode ser obtido, onde {\displaystyle g^{(n)}(x)} pode ser facilmente calculado como:
{\displaystyle g^{(n)}(x)=a^{2^{n}-1}x^{2^{n}}.\,\!}
Finalmente, temos:
{\displaystyle f^{(n)}(x)=a^{2^{n}-1}(x-c)^{2^{n}}+c\,\!}
como a solução.
Consulte Conjugação topológica para obter mais detalhes sobre a relação entre f e g . E veja Polinômio quadrático complexo para o comportamento caótico na iteração geral.
O mapa logístico
{\displaystyle x_{n+1}=rx_{n}(1-x_{n}),\quad 0\leq x_{0}<1}
com o parâmetro 2 < r <4 pode ser resolvido em certos casos, um dos quais é caótico e outro não. No caso caótico r = 4, a solução é
{\displaystyle x_{n}=\sin ^{2}(2^{n}\theta \pi )}
onde o parâmetro de condição inicial {\displaystyle \theta } É dado por {\displaystyle \theta ={\tfrac {1}{\pi }}\sin ^{-1}(x_{0}^{1/2})} . Para racional {\displaystyle \theta }, após um número finito de iterações {\displaystyle x_{n}} mapeia em uma seqüência periódica. Mas quase todos {\displaystyle \theta } são irracionais e, para irracionais {\displaystyle \theta }, {\displaystyle x_{n}} nunca se repete – não é periódico e exibe uma dependência sensível das condições iniciais, por isso é considerado caótico.
A solução do mapa logístico quando r = 2 é
{\displaystyle x_{n}={\frac {1}{2}}-{\frac {1}{2}}(1-2x_{0})^{2^{n}}}
para {\displaystyle x_{0}\in [0,1)} . Desde a {\displaystyle (1-2x_{0})\in (-1,1)} para qualquer valor de {\displaystyle x_{0}} diferente do ponto fixo instável 0, o termo {\displaystyle (1-2x_{0})^{2^{n}}} vai para 0 enquanto n vai para o infinito, então {\displaystyle x_{n}} vai para o ponto fixo estável {\displaystyle {\tfrac {1}{2}}.}

## Função quadrática bivariada (duas variáveis)
Uma função quadrática bivariada é um polinômio de segundo grau da forma
{\displaystyle f(x,y)=Ax^{2}+By^{2}+Cx+Dy+Exy+F\,\!}
onde A, B, C, D e E são coeficientes fixos e F é o termo constante. Essa função descreve uma superfície quadrática. Configuração {\displaystyle f(x,y)\,\!} igual a zero descreve a interseção da superfície com o plano {\displaystyle z=0\,\!}, que é um locus de pontos equivalente a uma seção cônica .

### Mínimo/máximo
E se {\displaystyle 4AB-E^{2}<0\,} a função não tem máximo ou mínimo; seu gráfico forma um parabolóide hiperbólico.
E se {\displaystyle 4AB-E^{2}>0\,} a função tem um mínimo se A > 0 e um máximo se A <0; seu gráfico forma um parabolóide elíptico. Neste caso, o mínimo ou máximo ocorre em {\displaystyle (x_{m},y_{m})\,} Onde:
{\displaystyle x_{m}=-{\frac {2BC-DE}{4AB-E^{2}}},}
{\displaystyle y_{m}=-{\frac {2AD-CE}{4AB-E^{2}}}.}
E se {\displaystyle 4AB-E^{2}=0\,} e {\displaystyle DE-2CB=2AD-CE\neq 0\,} a função não tem máximo ou mínimo; seu gráfico forma um cilindro parabólico.
E se {\displaystyle 4AB-E^{2}=0\,} e {\displaystyle DE-2CB=2AD-CE=0\,} a função atinge o máximo / mínimo em uma linha - um mínimo se A > 0 e um máximo se A <0; seu gráfico forma um cilindro parabólico.